# La Maîtresse de papa
Pour plus de détails, voir Fiche technique et Distribution.
La Maîtresse de papa (By the Light of the Silvery Moon) est un film musical américain réalisé par David Butler, sorti en 1953.

## Fiche technique
- Titre : La Maîtresse de papa
- Titre original : By the Light of the Silvery Moon
- Réalisation : David Butler
- Scénario : Irving Elinson et Robert O'Brien d'après Penrod stories de Booth Tarkington
- Production  : William Jacobs
- Société de production : Warner Bros. Pictures
- Direction musicale : Ray Heindorf
- Musique : Gus Edwards et Max Steiner
- Chorégraphie : Donald Saddler
- Photographie : Wilfred M. Cline
- Montage : Irene Morra
- Direction artistique : John Beckman
- Décorateur de plateau : William L. Kuehl
- Costumes : Leah Rhodes
- Pays d'origine : États-Unis
- Langue : anglais
- Format : Couleur (Technicolor) - Son : Mono (RCA Sound System)
- Genre : Film musical, comédie romantique
- Durée : 101 minutes
- Date de sortie :
  - États-Unis : 26 mars 1953 New York

## Distribution
- Doris Day : Marjorie Winfield
- Gordon MacRae : William S. Sherman
- Leon Ames : George Winfield
- Rosemary DeCamp : Alice Winfield
- Billy Gray : Wesley Winfield
- Mary Wickes : Stella
- Russell Arms : Chester Finley
- Maria Palmer : Renee LaRue
- Howard Wendell : John H. Harris
- Walter Flannery : Ronald 'PeeWee' Harris
- Meredith MacRae : Petite fille (scènes supprimées)